# Двигун Toyota GR
| Toyota GR                      | Toyota GR                          |
| ------------------------------ | ---------------------------------- |
|                                |                                    |
| Виробник:                      | Toyota                             |
| Марка:                         | Toyota GR                          |
| Тип:                           | Чотирициліндровий двигун           |
| Робочий об'єм:                 | - 2.5 - 4.0 см3                    |
| Максимальна потужність:        | 176–236 кВт (239–321 к.с.) кВт     |
| Максимальний обертовий момент: | 361–400 Н⋅м (266–295 фунт⋅фут) Н·м |
| Хід поршня:                    | - 69,2 - 95 мм                     |
| Діаметр циліндра:              | - 87.5 - 94 мм                     |
| Охолодження:                   | рідинне охолодження                |
| Матеріал блоку циліндрів:      | алюміній                           |
| Матеріал ГБЦ:                  | алюміній                           |
| Рекомендоване паливо:          | Бензин                             |

Двигуни Toyota серії GR — бензинові двигуни V6 виробництва Toyota. Двигуни серії GR складаються з литого алюмінієвого блоку двигуна з алюмінієвою головкою циліндрів з двома розподільними валами. Між поршнями конструктивно кут в 60 градусів. Двигун з інжекторним уприскуванням, по чотири клапани на циліндр, ковані шатуни, цільний литий розподільний вал і литий алюмінієвий впускний колектор. Двигуни серії GR прийшли на зміну таких двигунів, як V-подібний 6-циліндровий MZ і рядний 6-циліндровий JZ, а також використовуваним на легких вантажівках V6 VZ.

## 1GR-FE
Двигун 1GR-FE має об'єм 4.0 л (3956 см³), призначався для встановлення у задньопривідних і 4WD пікапах. Діаметр циліндра 94 мм і хід поршня 95 мм. Потужність двигуна 239 к.с. (178 кВт) при 5200 об/хв, крутний момент 377 Нм при 3700 об/хв на 91 октані. Потужність двигуна впала після впровадження товариством інженерів автомобільної промисловості нової системи вимірювання потужності, так найбільше впала потужність двигунів Toyota на 87 октані, порівняно з тими ж двигунами, що використовуються в Lexus на 91 октані. На цих двигунах використовується система газорозподілу Toyota VVT-i. Ступінь стиснення 10.0:1. Повна маса двигуна 166 кг.
На оновленій версії цього двигуна пропонується система Dual VVT-i. Потужність таких двигунів 285 к.с. (213 кВт) і крутний момент 392 Нм на 91 октані. На двигунах 1GR використовується конструкція камери згоряння «taper-squish» з відповідними поршнями, що покликані збільшити продуктивність двигуна і ефективність використання палива. У двигуні також є спеціальні чавунні гільзи, що захищають блок, і в деяких випадках їх серйозне пошкодження призводить до заміни блоку. Для підвищення жорсткості блоку, 1GR має високотемпературні пластикові ізолятори, що заповнюють порожній простір між зовнішньою частиною циліндрів і блоком. Для підвищення ефективності системи охолодження в 1GR використовуються водні канали між циліндрами двигуна, що підтримують рівномірну температуру двигуна по всьому об'єму.
Турбо-комплект TRD для двигуна доступний на автомобілях Tacoma і FJ Cruiser.

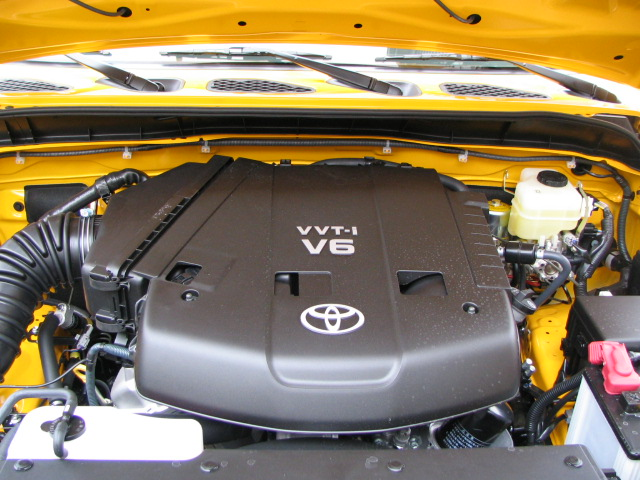
1GR-FE 4.0 L V6 на автомобілі Toyota FJ Cruiser 2007 року

Двигуни з системою VVT-i встановлювалися на:
- Toyota 4Runner / Toyota Hilux Surf (GRN210/215, з 2002 по 2009 роки)
- Toyota Land Cruiser (GRJ200, з 2007 по 2011 роки)
- Toyota Land Cruiser Prado (GRJ120/121/125, з 2002 по 2009 роки)
- Toyota Tacoma (GRN225/245/250/265/270 з 2004 по 2015 роки)
- Toyota Hilux (GGN10/20, з 2005 по 2015 роки)
- Toyota Tundra (GSK30, з 2005 по 2006 роки)
- Toyota Tundra (GSK50/51, з 2006 по 2009 роки)
- Toyota Fortuner (GGN50/60, з 2005 по 2015 роки)
- Toyota FJ Cruiser (GSJ10/15, з 2006 по 2009 роки)

Двигуни з системою Dual VVT-i встановлювалися на:
- Toyota 4Runner (GRN280/285, з 2009 року)
- Toyota FJ Cruiser (з 2009 року)
- Toyota Land Cruiser Prado (GRJ150/155, з 2009 року)
- Toyota Tundra (GSK50/51) (з 2010 року)
- Toyota Land Cruiser (з 2012 року)
- Lexus GX 400 (GRJ150, з 2012 року)
- Toyota Land Cruiser 70 30th Anniversary Edition (з 2014 по 2015 рік)
- Toyota Fortuner (з 2015 року)
- Toyota Hilux (з 2015 року)

## 2GR

### 2GR-FE
Двигун 2GR-FE має об'єм 3.5 л (3456 см³)  і призначений для встановлення у передньопривідних і 4WD автомобілях. Діаметр циліндра 94 мм хід поршня 83 мм. В залежності від конкретного автомобіля, значення потужності двигуна і крутного моменту можуть відрізнятись і приблизно становить 266-280 к.с. (198-209 кВт) при 6200 об/хв, крутний момент 332-353 Нм при 4700 об/хв на 87 октані. На цих двигунах використовується система газорозподілу Dual VVT-i для обох валів, що приводяться в рух ланцюговою передачею.
Кулачки розподільних валів мають увігнуте основу, що дозволяє збільшити висоту підйому клапанів порівняно з традиційною системою, що використовувалася на двигунах 1GR-FE. Ця конструкція збільшує загальну висоту головки блоку циліндрів. Така система використовується на всіх двигунах серії GR з Dual VVT-i. Повна маса двигуна становить 163 кг.
Двигун 2GR-FE встановлювався на:

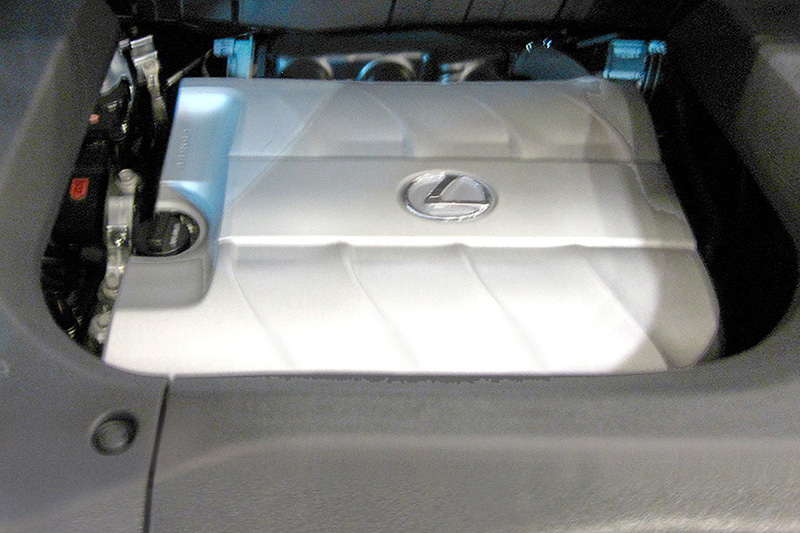
2GR-FE під капотом автомобіля Lexus RX 350

- Toyota Avalon (GSX30, з 2004 по 2012 роки)
- Toyota Avalon (GSX40, з 2012 року)
- Toyota Aurion (GSV40, з 2006 по 2012 роки)
- Toyota RAV4/Vanguard (GSA33/38, з 2005 по 2012 роки)
- Toyota Estima/Previa/Tarago (GSR50/55, з 2006 року)
- Toyota Camry (GSV40, з 2006 по 2011 роки)
- Toyota Camry (GSV50, з 2011 року)
- Lexus ES 350 (GSV40, з 2006 по 2012 роки)
- Lexus ES 350 (GSV60, з 2012 року)
- Lexus RX 350/Toyota Harrier (GSU30/31/35/36 з 2007 по 2009 роки)
- Lexus RX 350 (GGL10/15/16, з 2009 року)
- Toyota Highlander/Kluger (GSU40/45, з 2007 по 2014 роки)
- Toyota Blade (GRE156, з 2007 по 2012 роки)
- Toyota Mark X Zio (GGA10, з 2007 по 2013 роки)
- Toyota Alphard/Vellfire (GGH20/25, з 2008 року)
- Toyota Venza (GGV10/15, з 2008 року)
- Lotus Evora (280 к.с. і 350 Нм, на моделях Sport Pack відсічення збільшена до 7000 об/хв, з 2009 року)
- Toyota Sienna (GSL20/23/25/30/33/35, з 2006 року)
- Toyota Corolla (E140/E150) (for Super GT use)
- Lotus Evora GTE (модифікована 4-х літрова версія 470 к.с., гоночний двигун)

Двигуни з турбонаддувом:
- TRD Aurion (турбонагнітач TRD, з 2007 по 2009 роки)
- Lotus Evora S (345 к.с., 400 Нм, з 2011 року)
- Lotus Exige S (345 к.с., 400 Нм, 2012 рік)

### 2GR-FSE
Двигун 2GR-FSE має об'єм 3.5 л і використовувався на автомобілях Lexus IS, GS 350, Mark X і Crown, має останню систему подачі палива D-4S. Ця система поєднує в собі пряме впорскування (949 см³/хв) з наявністю традиційних форсунок (298 см³/хв). Пряме впорскування знижує схильність до детонації і збільшує продуктивність. Традиційно, у двигунах з прямим впорскуванням є зміни, що стосуються форсунок і форми поршнів, з метою зміни руху повітря в циліндрі. Дана система дозволяє одержувати оптимальну паливну суміш при низьких обертах і високому навантаженні, але при високих обертах продуктивність двигуна падає. У двигунах 2GR-FSE, порт уприскування використовується для досягнення правильної суміші без зміни конструкції поршнів, і він досягає значної питомої потужності без наддуву серед всіх бензинових двигунів (67 кВт/л, 235 кВ на автомобілі Mark X). Компанією Toyota для цього двигуна також був розроблений новий тип інжектора. Подвійний пряме впорскування перпендикулярне руху поршня з широким розкидом в циліндрі, що сприяє утворенню якісної повітряно-паливної суміші, і, отже, збільшення потужності та ефективності. Використання форсунок дозволяє не тільки поліпшити показники потужності і ефективності, але і екологічність двигуна, особливо в перші 20 секунд після запуску (до початку роботи каталітичного нейтралізатора). Подальший розвиток V6 3.5-літрового двигуна полягає в застосуванні нових систем безпосереднього впорскування .
Двигун 2GR-FSE має потужність 309 к.с. (227 кВт) при 6400 об/хв і 377 Нм крутного моменту при 4800 об/хв. Повна маса двигуна становить 174 кг.
2GR-FSE входив в список Ward's 10 Best Engines у 2006, 2007, 2008 і 2009 роках.
Двигун з турбонаддувом встановлювався Toyota Mark X +M Supercharger 2009 року (355 к.с., 265 кВт).
Двигун 2GR-FSE встановлювався на:

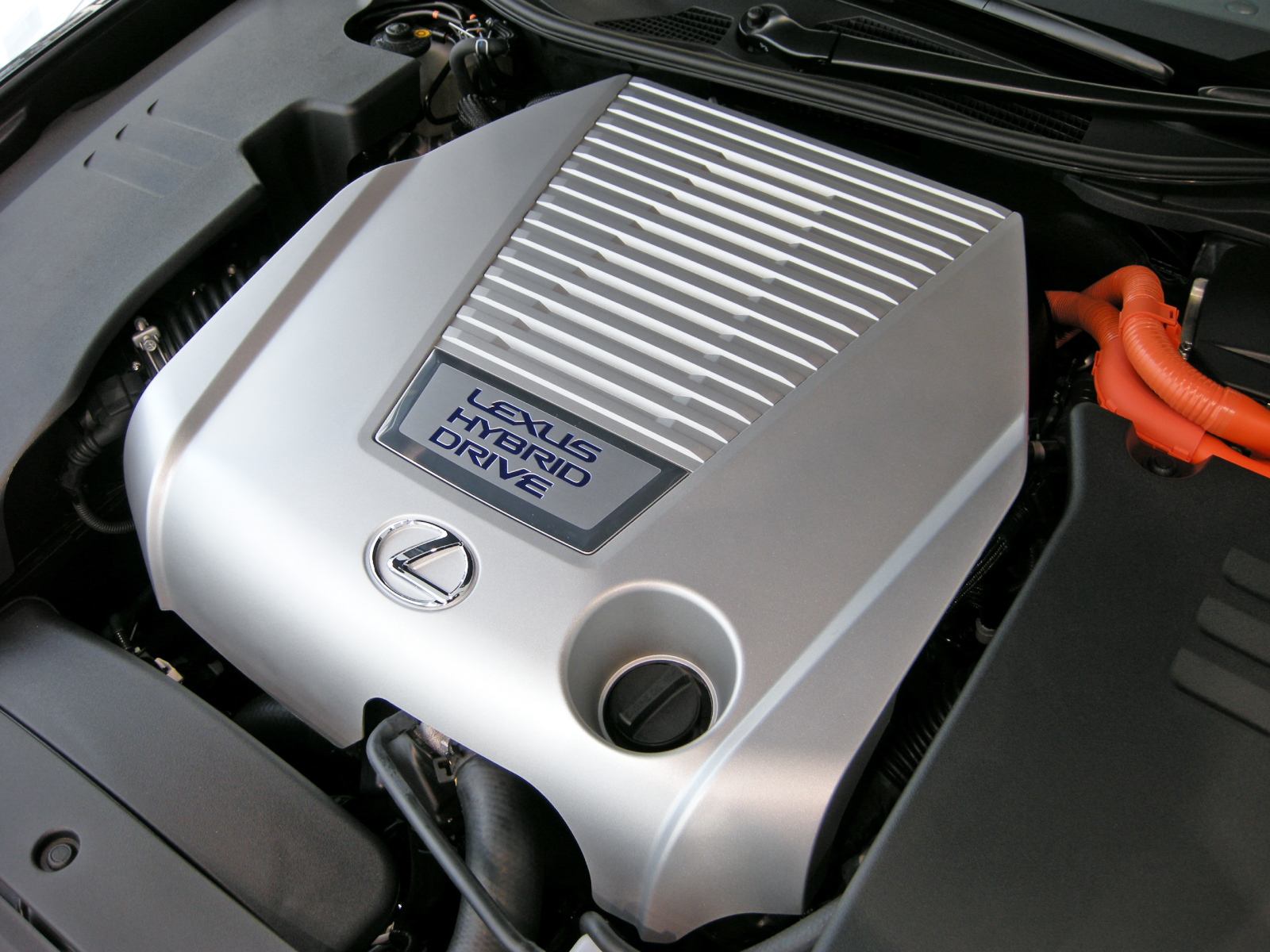
2GR-FSE під капотом автомобіля Lexus GS 450h

- Toyota Crown Athlete (GRS184, 315 к.с. (232 кВт) та 377 Нм при 4800 об/хв, 2006 рік)
- Lexus GS 350 (GRS191/196, 2005 рік)
- Lexus GS 450h (GWS191, 2005 рік)
- Lexus IS 350 (GSE21/26/31/36, 2005 рік)
- Lexus IS 300 (GSE37, 255 к.с. (190 кВт) і 320 Нм при 2000-4800 об/хв, 2015 рік)
- Toyota Crown Athlete (GRS204, 2008 рік)
- Toyota Crown Hybrid (GWS204, 2008 рік)
- Toyota Mark X (GRX133, 318 к.с. (234 кВт) та 380 Нм при 4800 об/хв, 2009 рік)
- Lexus IS 350 °C (GSE21, 2009 рік)
- Lexus GS 350 (2011 рік)
- Lexus IS 350 (GSE31, 2013 рік)
- Lexus RC 350 (2014 рік)

### 2GR-FXE
2GR-FXE це двигун Аткінсона, який має системи VVT-i і EGR.
На автомобілях Lexus RX 450h ступінь стиснення складає 12.5:1, на Lexus GS 450h — 13.0:1.
Двигун 2GR-FXE встановлювався на:
- 2010 Lexus RX 450h, (GYL10/15/16), без системи D-4S (звичайний інжектор) 183 кВт (245 к.с.)
- 2010 Toyota Highlander Hybrid, без системи D-4S (звичайний інжектор) 183 кВт (245 к.с.)
- 2012 Lexus GS 450h (GWL10), з системою D-4S (непрямий і прямий впорскування) 218 кВт (292 к.с.)
- 2013 Toyota Crown Majesta

### 2GR-FKS
Двигун 2GR-FKS поєднує систему D-4S з двигуна 2GR-FSE з системами, необхідними для забезпечення циклу Аткінсона, що використовуються в двигунах 2UR-GSE і 8AR-FTS. Впускні розподільні вали оснащені системою VVT-iW, випускні VVT-i. На автомобілях Tacoma двигун розвиває потужність 278 к.с. (207 кВт) при 6000 про/хв і 359 Нм крутного моменту при 4600 об/хв. На Lexus RX 350 потужність склала 295 к.с. (220 кВт) при 6300 об/хв, крутний момент 362 Нм при 4700 об/хв. На Lexus GS 350 потужність і крутний момент склали 311 к.с. (232 кВт) при 6600 об/хв і 380 Нм при 4800 об/хв відповідно.
Двигун 2GR-FKS встановлювався на:
- 2015 Toyota Tacoma (GRN305/310/325/330)
- 2015 Lexus GS 350 (GRL12/16)[11]
- 2015 Lexus RX 350 (GGL20/25)[12]

### 2GR-FXS
Двигун 2GR-FXS є гібридною версією 2GR-FKS. Він встановлювався на 2015 Lexus RX 450h (GYL20/25).

## 3GR

### 3GR-FE

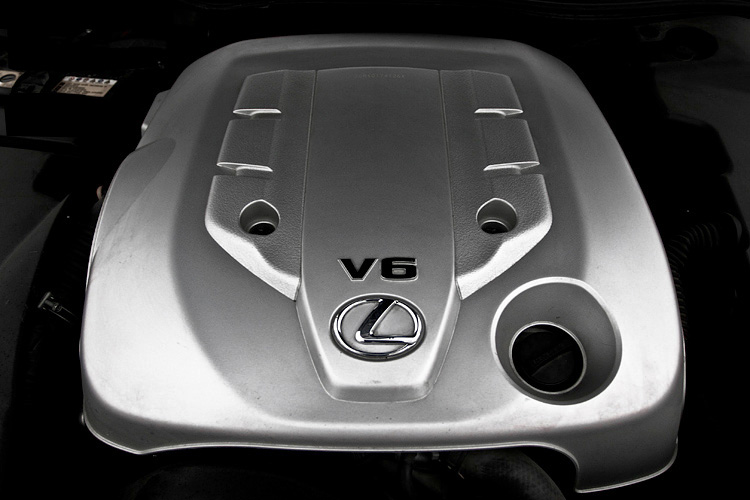
3GR-FE під капотом автомобіля Lexus IS 300

Двигун 3GR-FE має об'єм 3.0 л (2994 см³) і є версією Dual VVT-i, і використовувався у задньопривідних автомобілях. Діаметр циліндра 87,5 мм хід поршня 83 мм, ступінь стиснення 10.5:1. Потужність двигуна 228 к.с. (170 кВт) при 6400 об/хв, крутний момент 300 Нм при 4800 об/хв.
Двигун 3GR-FE встановлювався на:
- 2003 Toyota Crown (GRS182) (Китай, Азіатсько-Тихоокеанський регіон, крім Японії)
- 2005 Toyota Reiz (GRX121) (Китай)
- 2005 Lexus GS 300 (GRS190) (Близький Схід, Азіатсько-Тихоокеанський регіон, крім Японії)
- 2007 Lexus IS 300 & IS 300 °C (GSE22) (Близький Схід, Азіатсько-Тихоокеанський регіон, крім Японії)

### 3GR-FSE
Двигун 3GR-FSE має систему подачі палива D-4. Потужність двигуна 3GR-FSE становить 256 к.с. (188 кВт) при 6200 об/хв, крутний момент 314 Нм при 3600 об/хв. Двигун з турбонаддувом встановлювався Toyota Mark X Supercharged (320 к.с., 2006-2009).
Двигун 3GR-FSE встановлювався на:
- Toyota Mark X (GRX121) (Японія, 2004)
- Toyota Crown Royal & Athlete (GRS182/183) (Японія, 2003)
- Lexus GS 300 (GRS190/195) (Європа та Пн. Америка, 2005)
- Toyota Crown Royal (GRS202/203) (Японія, 2008)

## 4GR-FSE

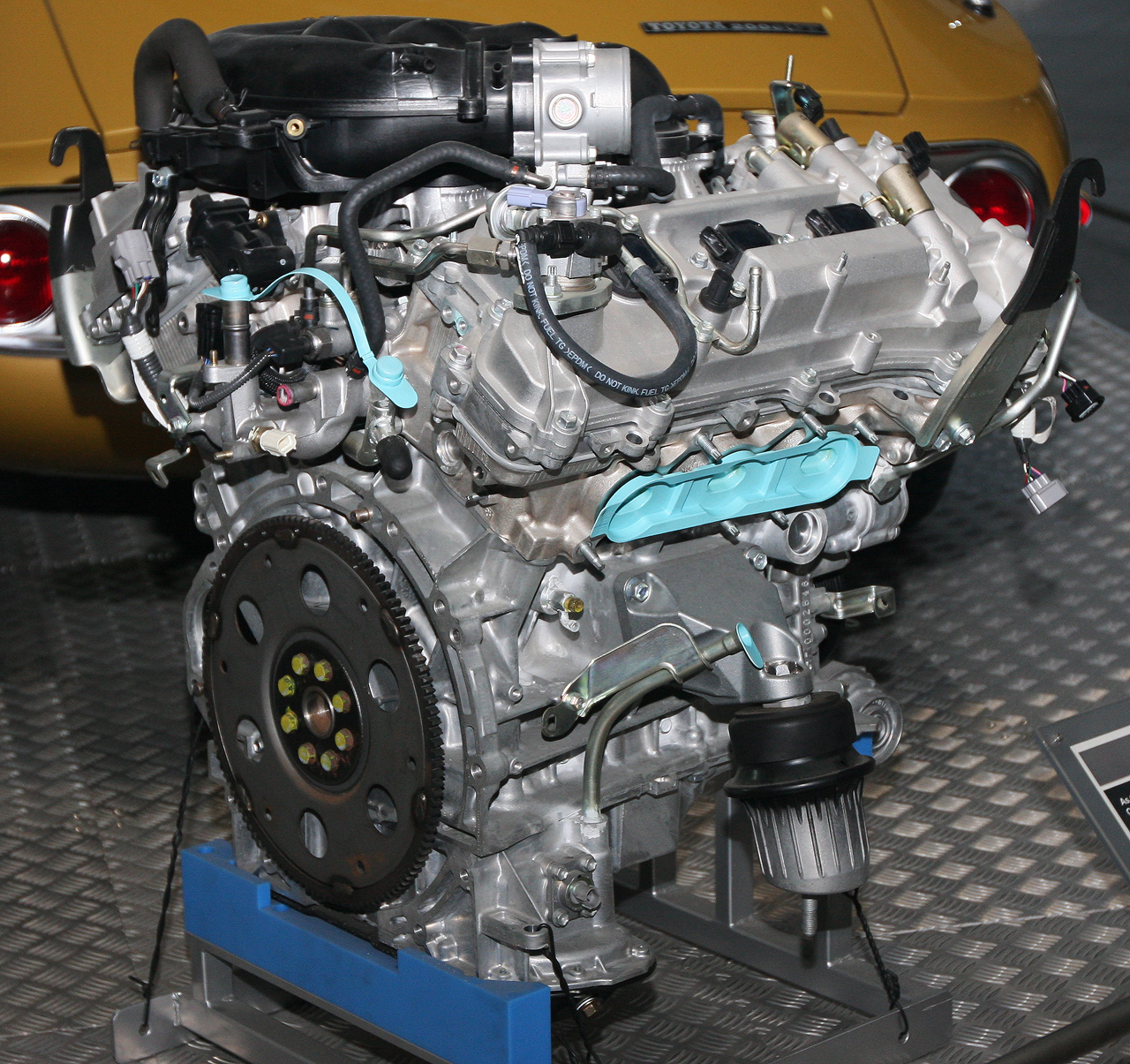
Двигун 4GR-FSE

Двигун 4GR-FSE має об'єм 2.5 літра (2499 см³). Діаметр циліндра 83 мм і хід поршня 77 мм, ступінь стиснення 12.0:1. Потужність двигуна 207 к.с. (152 кВт) при 6400 об/хв, крутний момент 260 Нм при 3800 об/хв. На цих двигунах використовуються системи газорозподілу Dual VVT-i і прямого вприскування D4.
Двигун 4GR-FSE встановлювався на:
- Toyota Crown Royal & Athlete (GRS180/181, Японія, 2003)
- Toyota Mark X (GRX120/125, Японія, 2004)
- Lexus IS 250 & IS 250 °C (GSE20/25, 2006)
- Toyota Crown Royal & Athlete (GRS200/201, Японія, 2008)
- Toyota Mark X (GRX130/135, Японія, 2009)
- Lexus GS250 (2012)

## 5GR-FE
Двигун 5GR-FE має об'єм 2.5 літра (2497 см³). Діаметр циліндра 87,5 мм хід поршня 69,2 мм, ступінь стиснення 10.0:1. Потужність двигуна 194 к.с. (145 кВт) при 6200 об/хв, крутний момент 242 Нм при 4400 об/хв. На цих двигунах не використовуються система безпосереднього уприскування, але є система газорозподілу Dual VVT-i. 5GR-FE будувався тільки в Китаї і для китайського ринку. Маючи однакові діаметр циліндра з 3GR-FE, обидва двигуна будувалися на одній виробничій лінії, що зменшує вартість виробництва.
Двигун 5GR-FE встановлювався на:
- Toyota Reiz (GRX122, Китай, 2005)
- Toyota Crown (GRS188, Китай, 2005)

## 6GR-FE
Двигун 6GR-FE має об'єм 4.0 літра (3956 см³). Діаметр циліндра 94 мм хід поршня 95 мм, ступінь стиснення 10.0:1. Потужність двигуна 194 к.с. (145 кВт) при 6200 об/хв, крутний момент 242 Нм при 4400 об/хв. На цих двигунах не використовуються система безпосереднього уприскування, але є система газорозподілу Dual VVT-i. В цілому, двигун схожий на 1GR-FE з системою Dual VVT-i .
Двигун 6GR-FE встановлювався на Toyota Coaster (GRB53, Китай, 2013).